# Didymodon luridus
Didymodon luridus (Bräunliches Doppelzahnmoos) ist eine Laubmoos-Art aus der Familie Pottiaceae. Synonyme sind: Barbula lurida (Hornsch.) Lindb., Barbula trifaria auct. non (Hedw.) Mitt., Didymodon trifarius auct. non (Hedw.) Röhl.

## Merkmale
Didymodon luridus bildet niedrige, lockere oder dichte, bräunlich grüne bis oliv- oder dunkelgrüne Rasen. Die wenig verzweigten Stämmchen sind bis etwa 2 Zentimeter groß und weisen im Querschnitt einen kleinen Zentralstrang auf.
Die Blätter sind feucht aufrecht abstehend, trocken anliegend und wenig verbogen. Sie sind hohl, dreieckig eiförmig bis eilanzettlich, ganzrandig und in die stumpfe oder zugespitzte Blattspitze verschmälert. Die Ränder sind im unteren Blattteil zurückgebogen. Die kräftige Blattrippe mit kurzen hexagonalen Zellen auf der Oberseite endet in oder unterhalb der Blattspitze.
Die dickwandigen Blattzellen sind am Grund kurz rechteckig bis quadratisch, im oberen Teil des Blattes rundlich quadratisch, glatt oder fast glatt und 6 bis 10 Mikrometer groß.
Die Art ist diözisch. Die rote Seta trägt eine elliptische bis zylindrische, aufrechte Kapsel mit geschnäbeltem Deckel und kurzen und aufrechten Peristomzähnen. Die glatten oder fast glatten Sporen sind 10 bis 16 Mikrometer groß.

## Standortansprüche
Das Moos wächst an lichten bis halbschattigen, kalkhaltigen Standorten auf Erde oder Gestein, so in trocken-warmen, flachgründigen Stellen in Trockenrasen, auf Böschungen und Wegrändern, in Steinbrüchen, Kies- und Tongruben. Weiters besiedelt es oft Mauerkronen und -fugen. Ebenso ist es an etwas frischen bis mäßig feuchten Flussufern am Stammgrund oder freiliegenden Baumwurzeln von Laubbäumen zu finden.

## Verbreitung
In Deutschland, Österreich und der Schweiz sind die Hauptverbreitungsgebiete das Flach- und Hügelland sowie die großen Flusstäler.
Das Moos ist ein wärmeliebendes, submediterranes Florenelement und ist in Europa besonders im südlichen, westlichen und mittleren Teil verbreitet. Die nördliche Verbreitungsgrenze liegt in Irland, Schottland und Südschweden, gegen Osten kommt es noch im Kaukasus vor. Weitere Vorkommen gibt es in Südwest-, Mittel-, Nordost- und Ostasien, in Makaronesien, in Nordafrika und dem tropischen Afrika sowie in Nord- und Mittelamerika.